# Såpakungen
Såpakungen (finska: Saippuaprinssi) är en finländsk romantisk komedi från 2006  som handlar om en såpoperaproduktion. Filmen är regisserad av Janne Kuusi efter ett manus av Aleksi Bardy med Mikko Leppilampi, Pamela Tola och Outi Mäenpää i huvudrollen.

## Handling
Filmen handlar om den fattiga amatörskådespelerskan Ilona (Pamela Tola) som tar anställning som manusförfattare till en såpopera. På en företagsfest blir hon kär i Kalle (Mikko Leppilampi), huvudskådespelaren i serien. Senare blandas verkligheten och såpoperan med Kalle och seriens producent Raakel (Outi Mäenpää) börjar tävla med Ilona om Kalles kärlek.

## Rollista
- Pamela Tola – Ilona
- Mikko Leppilampi – Kalle / Antero
- Outi Mäenpää – Raakel
- Teijo Eloranta – video inspelare
- Kristiina Halttu – Reija / Seija
- Sari Havas – dialogförfattare
- Jarmo Hyttinen – ängel
- Julia Jokinen – inspelningsassistent
- Risto Kaskilahti – mixare
- Tommi Korpela – regiassistent
- Anu Koskinen – receptionist
- Pete Lattu – Leo
- Melli Maikkula – utbränd författare
- Minttu Mustakallio – Eeva, manusgruppen
- Anna Paavilainen – Jonna
- Jukka-Pekka Palo – kanavajohtaja Kalela
- Pihla Penttinen – Tiina
- Zarkus Poussa – ljuddesigner
- Jukka Puotila – taxichaffis
- Janne Reinikainen – Vesa, manusgruppen
- Venla Saartamo – maskör
- Marja Salo – Mari
- Christian Sandström – casting-ledare
- Elina Stirkkinen – skrikande skådespelare
- Juha Veijonen – Veksi / Laaksonen
- Jani Volanen – regissör